# Sanne Hoekstra
Sanne Hoekstra (Winschoten, 5 mei 1992) is een voormalige Nederlandse handbalster die voor het laatst uitkwam in de Duitse Handbal-Bundesliga voor HSG Bensheim/Auerbach. Ze is ook speelster geweest van het Nederlands team.

## Privé
Sanne Hoekstra is getrouwd met handbalster Anja Ernsberger.